# Alaina Reed Hall
Alaina Reed Hall (eigentlich Bernice Ruth Reed; * 10. November 1946 in Springfield, Ohio; † 17. Dezember 2009 in Santa Monica, Kalifornien) war eine US-amerikanische Schauspielerin und Sängerin.

## Leben
Reed begann ihre Schauspielkarriere in Broadway- und Off-Broadway-Inszenierungen bekannter Musicals, bevor sie 1976 mit der Rolle der Olivia in Sesamstraße einem breiten Publikum bekannt wurde. 1985 begann sie ihre zweite große Rolle in der Sitcom 227. Da Reed zwischen den Produktionsstätten New York und Los Angeles pendeln musste, gab sie die Rolle der Olivia schließlich auf.
Nach dem Ende der Sitcom 1990 spielte sie Rollen als Gast in Fernsehserien (so in Ally McBeal, NYPD Blue oder Blossom) und gelegentlich in Spielfilmen. Daneben synchronisierte sie Trickfilme.
Ihre erste Ehe, aus der zwei Kinder hervorgingen, endete durch Scheidung.  Ihre zweite Ehe mit Schauspieler Kevin Peter Hall endete mit seinem frühen Tod 1991. In dritter Ehe war sie von 2008 bis zu ihrem Tod mit Tamim Amini verheiratet und nannte sich Alaina Reed-Amini. Am 17. Dezember 2009 starb sie an den Folgen einer Brustkrebserkrankung im Alter von 63 Jahren.

## Filmografie (Auswahl)
- 1976–1988; 1992: Sesamstraße (Sesame Street, Fernsehserie, 60 Episoden)
- 1978: Cinderella in Harlem (Fernsehfilm)
- 1978: Christmas Eve on Sesame Street (Fernsehfilm)
- 1979: A Walking Tour of Sesame Street (Fernsehfilm)
- 1981: Eubie! (Fernsehfilm)
- 1983: Don't Eat the Pictures: Sesame Street at the Metropolitan Museum of Art (Fernsehfilm)
- 1985: Bibos abenteuerliche Flucht (Follow That Bird)
- 1985–1990: 227 (Fernsehserie, 115 Episoden)
- 1991–1993: Bigfoot und die Hendersons (Harry and the Hendersons, Fernsehserie, 7 Episoden)
- 1992: Der Tod steht ihr gut (Death Becomes Her)
- 1993: Mein Freund, der Entführer (Me and the Kid)
- 1994: Sonic the Hedgehog (Fernsehserie, 13 Episoden, Stimme)
- 1995: Friends (Fernsehserie, Episode 1x17)
- 1995: Superman – Die Abenteuer von Lois & Clark (Lois & Clark: The New Adventures of Superman, Fernsehserie, Episode 2x19)
- 1995: Dream On (Fernsehserie, Episode 6x14)
- 1995: Cleghorne! (Fernsehserie, 12 Episoden)
- 1996: Cherokee Kid – Der Racheengel (The Cherokee Kid, Fernsehfilm)
- 1997: New York Cops – NYPD Blue (NYPD Blue, Fernsehserie, Episode 5x05)
- 1997: The Blues Brothers Animated Series (Fernsehserie, 8 Episoden, Stimme)
- 1998: Caroline in the City (Fernsehserie, Episode 3x18)
- 1997–1998: Ally McBeal (Fernsehserie, 3 Episoden)
- 1999: Eiskalte Engel (Cruel Intentions)
- 1998–2001: Alabama Dreams (Fernsehserie, 2 Episoden)
- 2001: Chasing Sunsets
- 2003: Scrambled
- 2007: Emergency Room – Die Notaufnahme (ER, Fernsehserie, 2 Episoden)
- 2007: I'm Through with White Girls (The Inevitable Undoing of Jay Brooks)

## Theater (Auswahl)
- 1975–1977: Chicago (46th Street Theatre, New York City)
- 1977: Hair (Biltmore Theatre, New York City)
- 1978–1979: Eubie! (Ambassador Theatre, New York City)
- 1981: In Trousers (Second Stage - Park Royal, New York City)
- 1983: A...My Name Is Alice (Village Gate/Upstairs, New York City)
- 1984: A...My Name Is Alice (American Place Theatre, New York City)